# Császár Pál
Császár Pál (Gálszécs, 1815. október 19. – 1877. augusztus 2.) református lelkész.

## Élete
Iskoláit Sárospatakon végezte; a gálszécsi egyházközség 1846-ban lelkészűl választotta s hivatalát 1847 júliusában elfoglalta s folytatta haláláig. Ez idő alatt egyházmegyei aljegyző, majd tanácsbiró volt.

## Művei
- Református énekes könyv szlovák nyelven. (Sárospatak, 1864.)
- Kéziratban: szlovák nyelvre fordított imák és egyházszertartási beszédek.